# Naturpark Niederlausitzer Heidelandschaft
Im Süden, wo Brandenburgs älteste Landschaft zu finden ist, erstreckt sich der Naturpark Niederlausitzer Heidelandschaft über ein Gebiet von etwa 484 km². Geformt von der vor ca. 180.000 Jahren zu Ende gegangenen Saaleeiszeit, sind neben Grundmoränen und Endmoränenzügen auch Urstromtal und Sanderflächen heute noch landschaftsprägend. Die von der Eiszeit hinterlassenen natürlichen Seen sind inzwischen längst verlandet, so dass die heute vorhandenen Wasserflächen alle durch Menschenhand entstanden sind.
Im Süden des Naturparks durchfließt die Schwarze Elster das Niederlausitzer Urstromtal. Auf sandigen Hochflächen erstrecken sich im Norden große zusammenhängende Waldgebiete.
Unter den eiszeitlichen Ablagerungen finden sich mächtige Braunkohlenschichten, die teilweise bis an die Oberfläche reichten. Durch das „Schürfen nach dem Schwarzen Gold“ wurden in den letzten hundert Jahren „Kulturlandschaften“ von teilweise bizarrem Aussehen geschaffen. An vielen Orten entstanden wertvolle Lebensräume für spezialisierte Tier- und Pflanzenarten. In den Bereichen, wo Tagebaurestgewässer saniert wurden, findet der Besucher heute reizvolle Naherholungsgebiete, aber auch Naturparadiese aus zweiter Hand.
Im Jahr 2020 erhielt der Naturpark Niederlausitzer Heidelandschaft die Auszeichnung "Qualitäts-Naturpark" im Rahmen der „Qualitätsoffensive Naturparke“ des Verbands Deutscher Naturparke e. V.

## Allgemein
| Gesamtgröße:                   | 484,3 km² |
| ------------------------------ | --------- |
| Wald                           | 42,4 %    |
| Landwirtschaftliche Fläche:    | 41,8 %    |
| Siedlungsfläche:               | 6,2 %     |
| Seen, Fließgewässer und Moore: | 2,2 %     |
| Bergbaufolgelandschaft:        | 2,9 %     |
| Sonstiges:                     | 4,5 %     |

- 13 Naturschutzgebiete: 93,78 km²
- 7 Landschaftsschutzgebiete: 212,65 km²
- 11 Flächennaturdenkmale

- Höchste Erhebung: Güterbank bei Elsterwerda (153 m)

- Städtische Zentren im und am Naturpark: Bad Liebenwerda, Elsterwerda, Wahrenbrück, Doberlug-Kirchhain, Finsterwalde, Lauchhammer

- Entfernung nach Dresden und Cottbus: ca. 70 km
- Entfernung nach Berlin und Leipzig: ca. 100 km

An der A 13 weisen seit Dezember 2008 Unterrichtungstafeln auf den Naturpark hin.

## Naturschutz

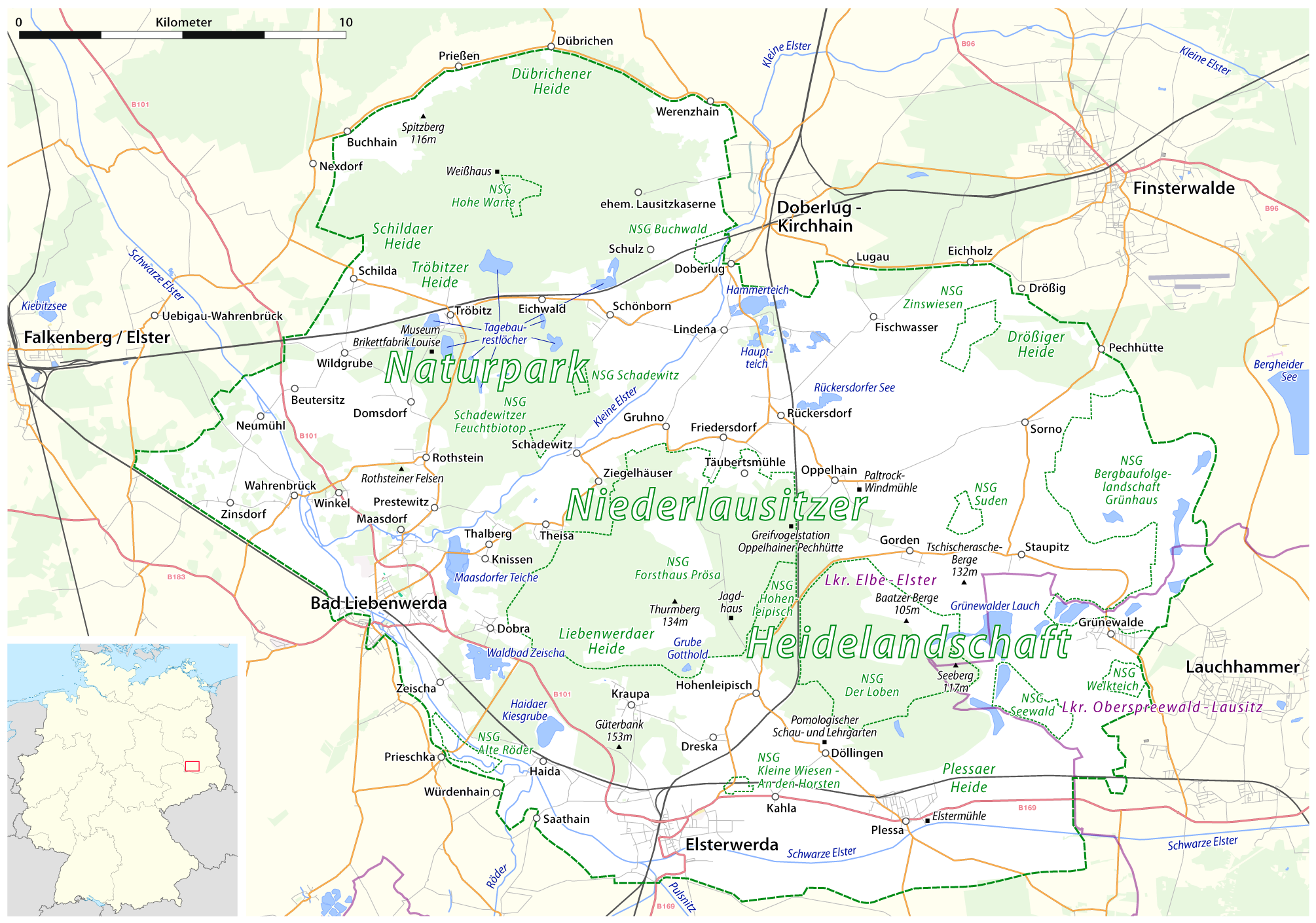
Naturpark Niederlausitzer Heidelandschaft

### Naturschutzgebiete
Im Naturpark wurden bisher 13 Naturschutzgebiete ausgewiesen.
Kern des Naturparks ist das Naturschutzgebiet Forsthaus Prösa. Hier befinden sich u. a. große zusammenhängende Traubeneichenwälder. Inmitten dieses Waldkomplexes gibt es zwei große Offenflächen mit Callunaheiden und Silbergrasfluren die durch eine etwa 30-jährige militärische Nutzung des Gebietes entstanden sind.
Östlich schließt sich ein Niedermoorgebiet an. In vergangenen Zeiten wurde hier kleinflächig Ton für das heimische Töpfergewerbe abgebaut. Heute ist es der Abbau von Torf für den Kurbetrieb der Rheumaklinik in Bad Liebenwerda der durch die Rohstoffentnahme und die Entstehung weiterer offener Wasserflächen das Gebiet beeinflusst.
Mit einer Fläche von 21 ha ist das Naturschutzgebiet Kleine Wiesen – An den Horsten bei Kahla das erste vom Landkreis Elbe-Elster selbst ausgewiesene Schutzgebiet. Das Gebiet ist im Süden des Naturparks gelegen und beinhaltet unter anderem einen in dieser Ausprägung selten gewordenen Feuchtwiesenkomplex mit Quellbereichen und Orchideenvorkommen. Neben 29 nachgewiesenen Brutvogelarten, wie dem ca. 16–18 cm großen Neuntöter, welcher sich auf der vom International Union for Conservation of Nature and Natural Resources (IUCN) herausgegebenen Roten Liste gefährdeter Tier- und Pflanzenarten befindet, gibt es dort eine artenreiche Heuschrecken-, Käfer- und Tagfalterfauna. Die Basis des Schutzgebietes bilden die Vorkommen typischer Charakterarten der Biotope feuchter nährstoffarmer Grünlandstandorte. Vorkommen gibt es unter anderem vom Zittergras, dem Kleinen Klappertopf, dem Teufelsabbiss, der Kuckucks-Lichtnelke, der Sumpf-Schafgarbe, dem Lungen-Enzian, Gefleckten Knabenkraut und der Kümmelblättrige Silge.

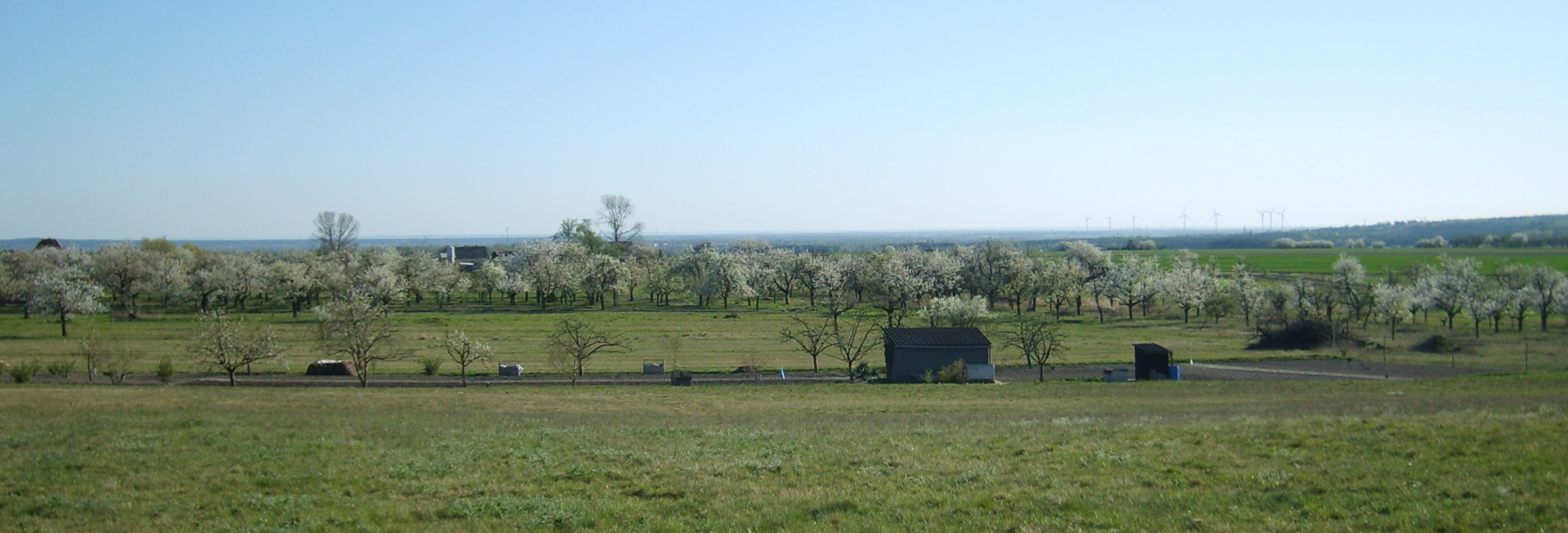
Streuobst-Wiesen bei Hohenleipisch zur Kirschblüte

Im Südosten des Naturparks befindet sich zwischen den Naturparkgemeinden Gorden, Hohenleipisch, Döllingen und Grünewalde das sagenumwobene Moorgebiet Loben, dessen Torf seit 1904 für medizinische Behandlungen in der Bad Liebenwerdaer Kurklinik genutzt wird. Außerdem ist hier nördlich von Hohenleipisch das dem Loben benachbarte das NSG Hohenleipisch zu finden, welches auf dem Gelände einer einstigen Munitionsanstalt entstand, das nach dem Zweiten Weltkrieg bis zur politischen Wende in der DDR durch die sowjetische Rote Armee militärisch weiter genutzt wurde.
Weitere Naturschutzgebiete sind der Seewald, der Welkteich, der Suden, die Alte Röder bei Prieschka, das NSG Schadewitz, das NSG Hohe Warte nordwestlich von Doberlug-Kirchhain, das NSG Buchwald sowie das sich im ehemaligen Tagebau Kleinleipisch befindliche NSG Grünhaus, welches von der NABU-Stiftung „Nationales Naturerbe“ betreut wird.

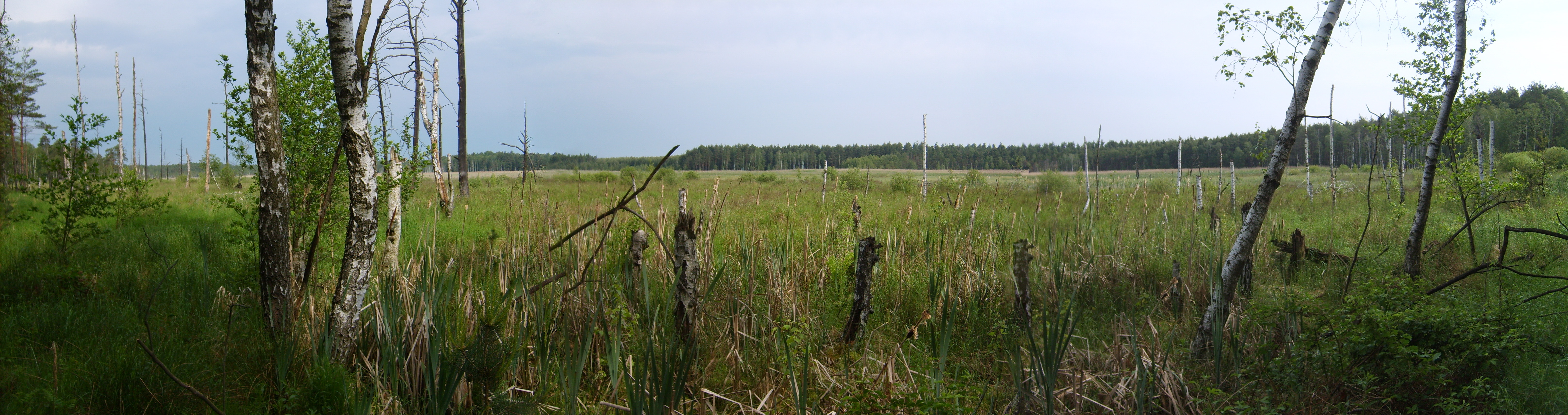
Naturschutzgebiet Loben

## Tourismus

### Dauerausstellung erlebnisREICH Naturpark im Schloss Doberlug

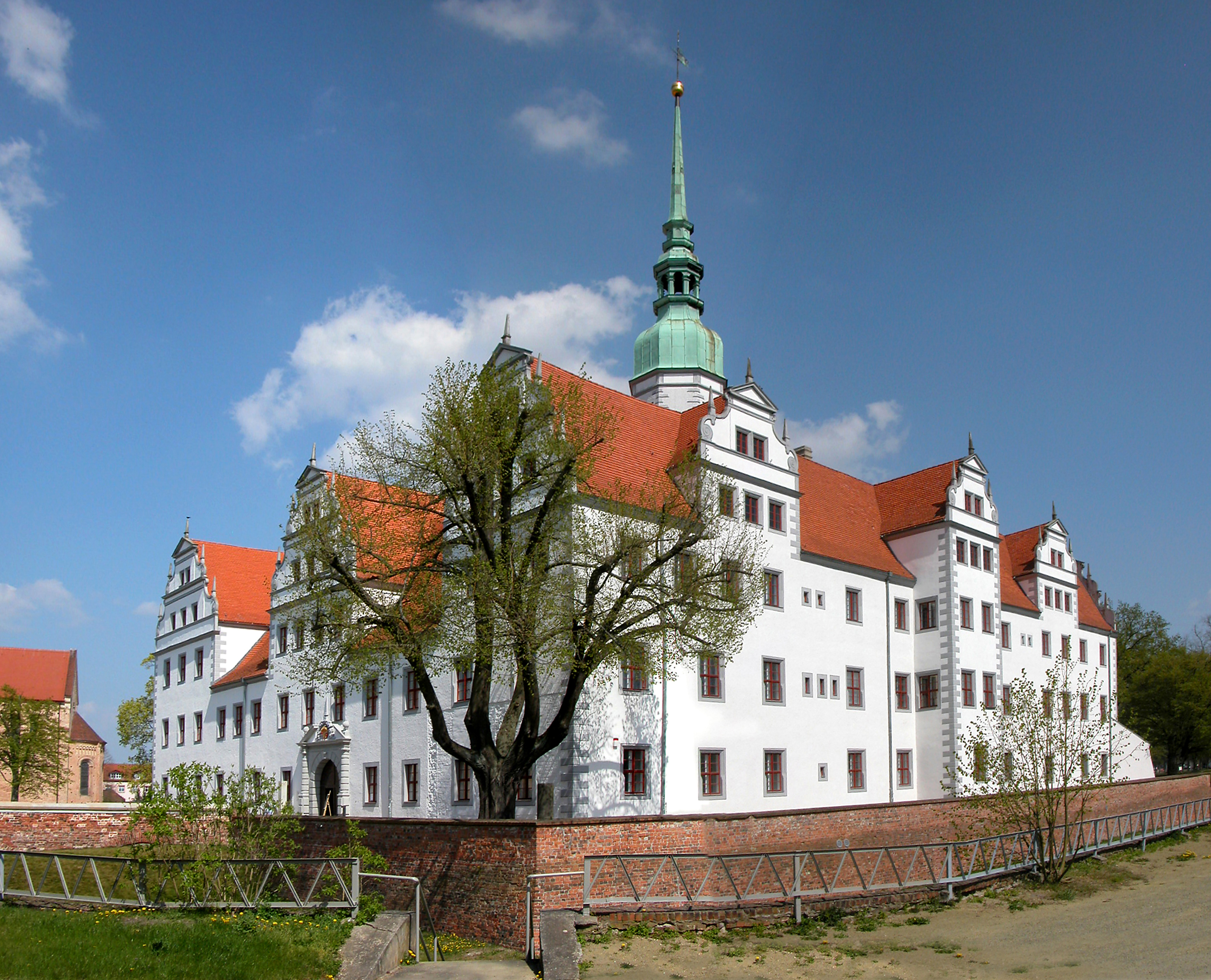
Im Erdgeschoss des Schloss Doberlug befindet sich die Ausstellung 'erlebnisREICH Naturpark'.

2018 wurde im Schloss Doberlug in Doberlug-Kirchhain das neue Besucherinformationszentrum und die multimediale und interaktive Dauerausstellung erlebnisREICH Naturpark als neue zentrale Anlaufstelle des Naturparks Niederlausitzer Heidelandschaft eröffnet. In den Räumlichkeiten der ehemaligen Zisterzienserabtei gehen die Besucher auf Spurensuche, um die Geheimnissen des Landschaftswandels zu Lüften. Auf 12 Spuren zu Themen rund um den Naturpark werden die Geschichte und die Besonderheiten der vielfältigen Landschaften sowie Ausflugsziele und Tourenvorschläge vorgestellt. Die zu der Ausstellung zugehörige App erlebnisREICH Naturpark enthält zusätzliche Informationen und einen Audioguide. Eingelesene Spuren bleiben auch nach dem Besuch erhalten und können jederzeit wieder abgerufen werden. Im Museumsshop sind regionale Produkte und Fahrradkarten erhältlich. 
Die Ausstellung, die von dem Berliner Architekturbüro „Stories within Architecture“ konzipiert wurde, erhielt 2018 den Red Dot Award: Communication Design und 2019 den German Design Award.

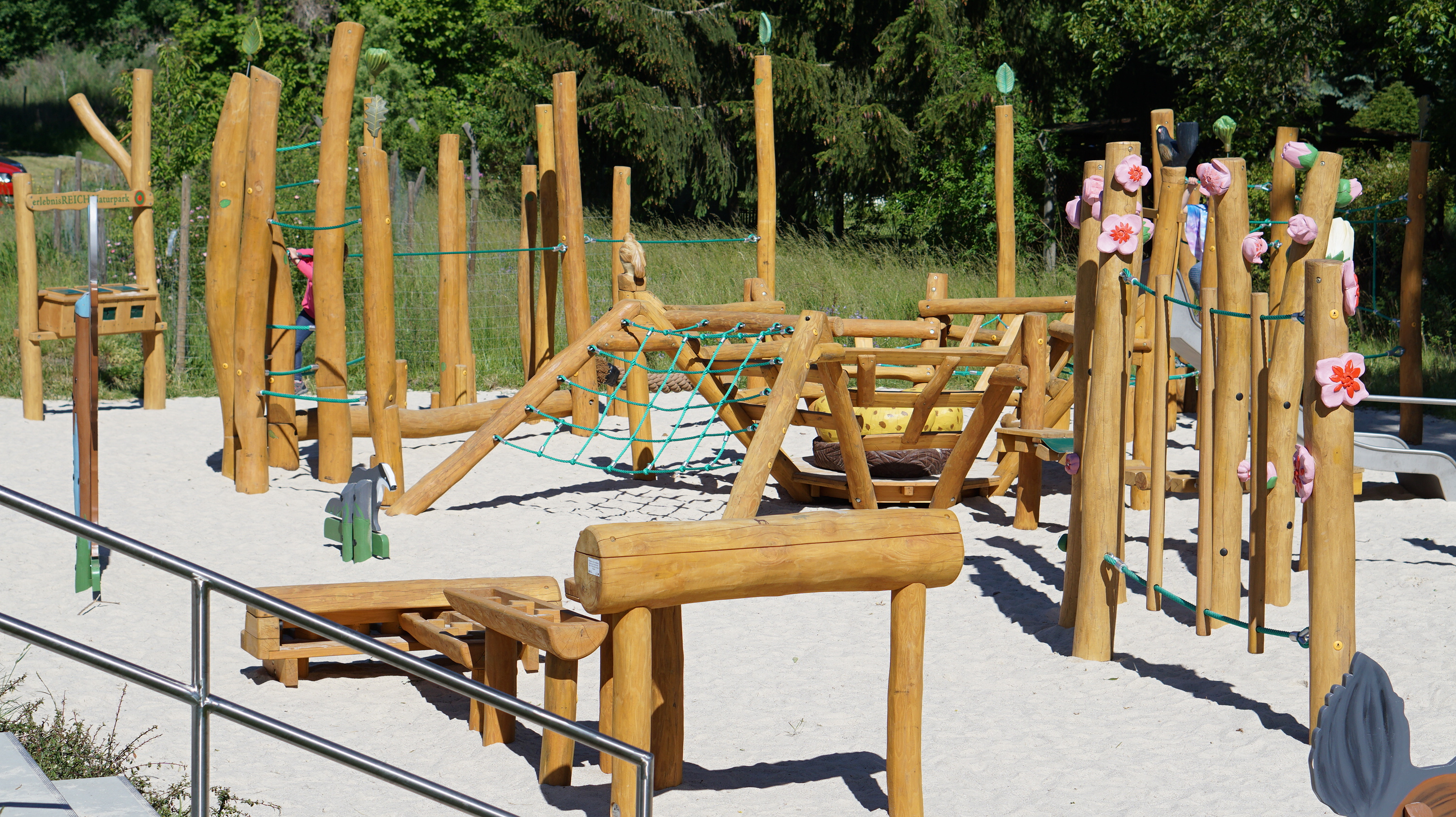
Spielplatz des erlebnisREICH Naturpark

Im erlebnisREICH Naturpark können Bildungsangebote für Kindertagesstätten und Schulen gebucht werden. Es werden auch Führungen, Vorträge und Ferienprogramme angeboten.
Auf dem Außengelände des Schloss Doberlug befindet sich seit 2020 ein öffentlicher Spielplatz, der die Themen des Naturparks aufgreift. Es werden die Lebensräume Wald, Moor, Heide und Streuobstwiese dargestellt. Auch einige Tierarten des Naturparks und ihre Spuren sind hier zu finden.

### Naturparkhaus

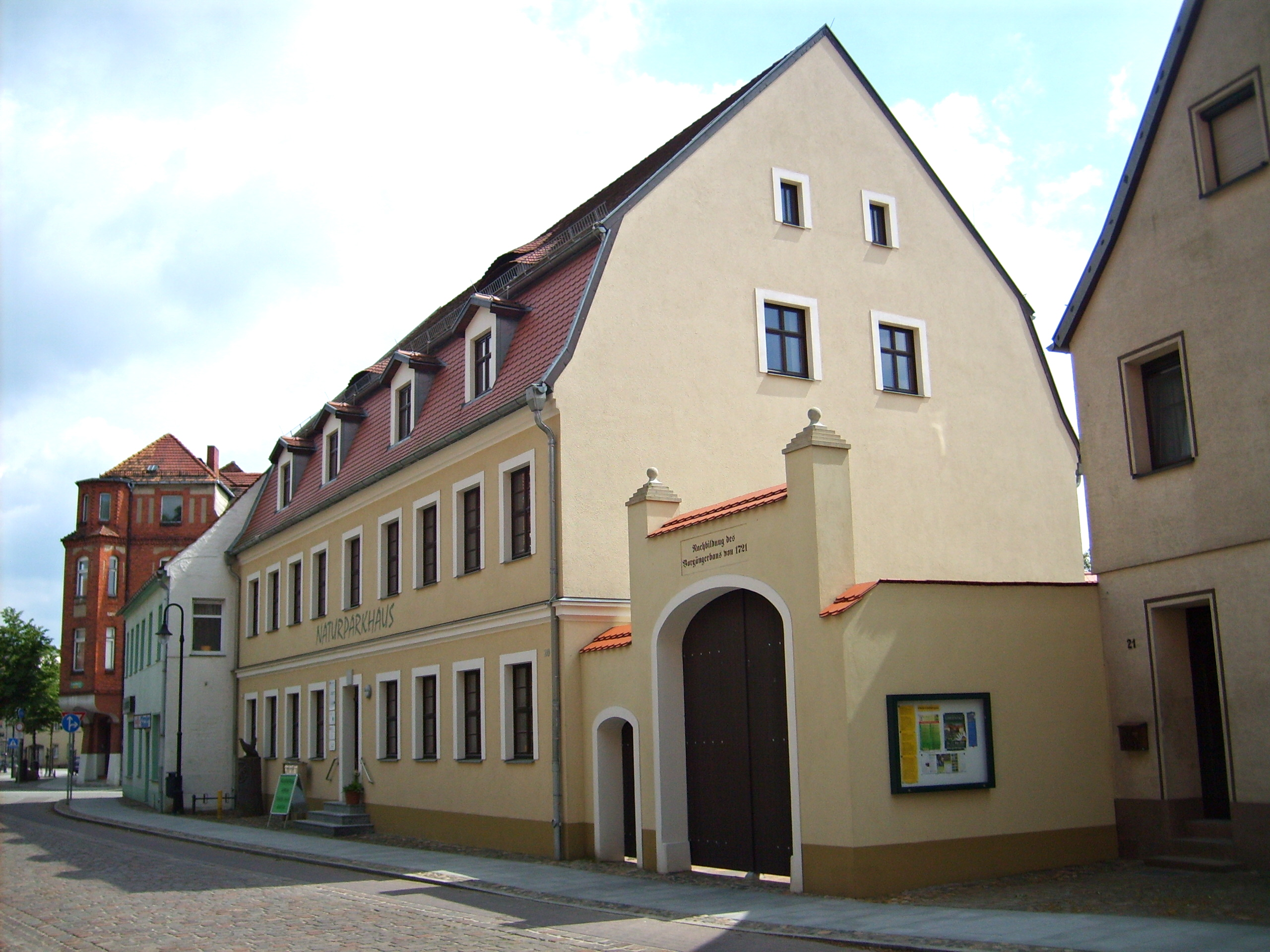
Das Naturparkhaus in Bad Liebenwerda.

Das Naturparkhaus in Bad Liebenwerda ist Sitz der Naturparkverwaltung und der Naturwacht. In der unteren Etage befindet sich das alte Besucherinformationszentrum des Naturparks. 

### Pomologischer Schau- und Lehrgarten

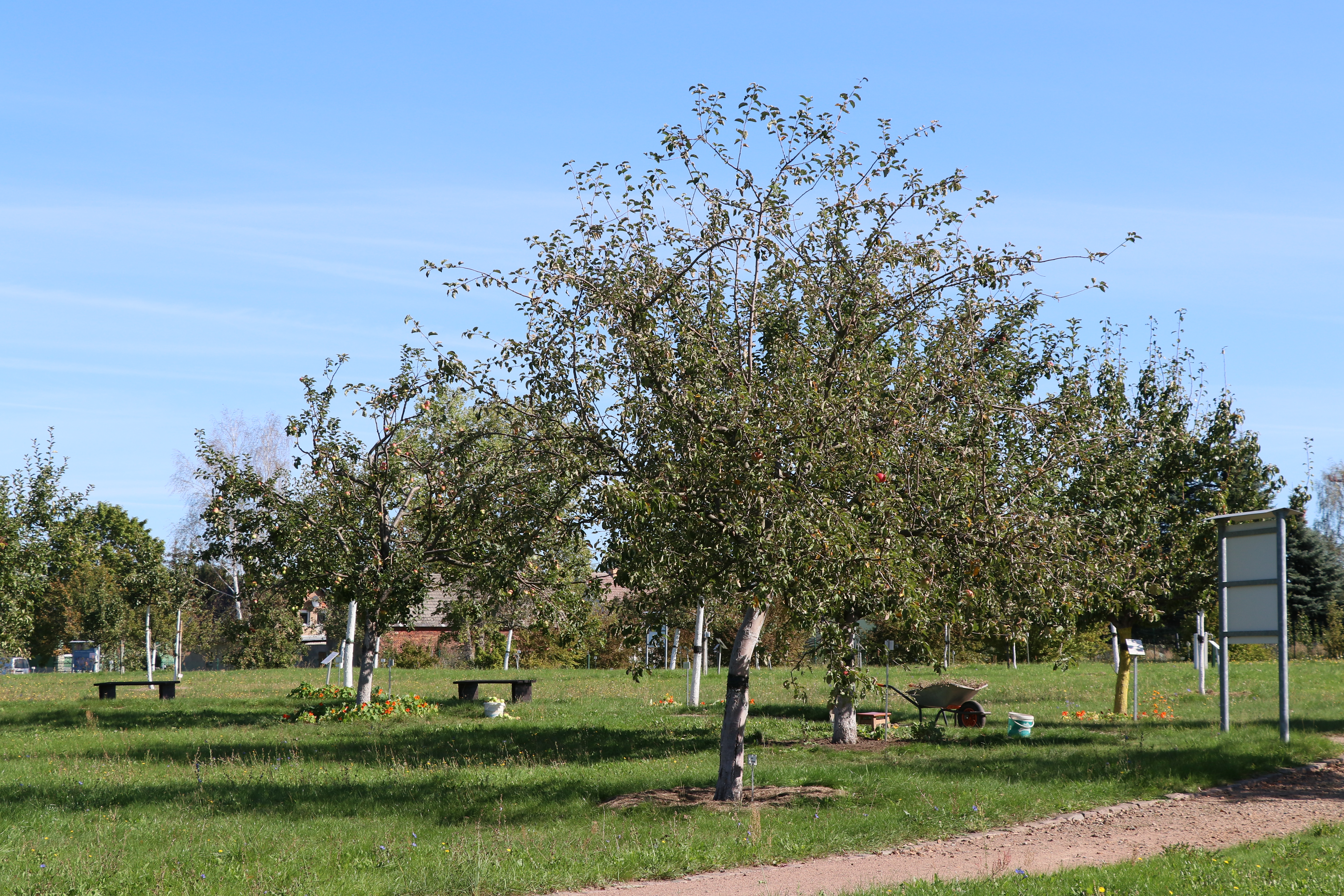
Pomologischer Schau- und Lehrgarten in Döllingen.

Zum Zentrum der einstigen und heutigen Streuobstregion ist der „Pomologische Schau- und Lehrgarten“ in Döllingen – ein lebendiges Obstbaumuseum geworden. Der Begriff Pomologie kommt aus dem Lateinischen und bedeutet so viel wie die „Lehre von der Obstbaukunde“.
Auf einer Fläche von drei Hektar wachsen hier über 400 alte und neuere Hauptobstarten, wie Apfel, Birne, Kirsche und Pflaume und auch sogenanntes Beiobst, wie Nüsse und Pfirsich. Hier kann man dann die Entwicklung der Obstbäume von ihrer Wildform bis zu den neuesten Züchtungen verfolgen und ebenso verschiedene Wuchs- und Kronenformen betrachten. Nicht jede Obstbaumsorte blüht um die gleiche Zeit, so dass man einen Blühkalender der besonderen Art erleben kann. Obstäcker und Streuobstwiesen demonstrieren verschiedene traditionelle Bewirtschaftungsweisen. Besucher können hier Rat einholen und sich über Sorteneigenschaften informieren.
Dieses Projekt wurde vom „Naturpark Niederlausitzer Heidelandschaft“ und dem „Naturschutzbund Deutschland – Fachgruppe Streuobst“ – initiiert und betreut. Träger ist der „Landschaftspflegeverein der Schradengemeinden e. V.“

## Naturparkgemeinde des Jahres

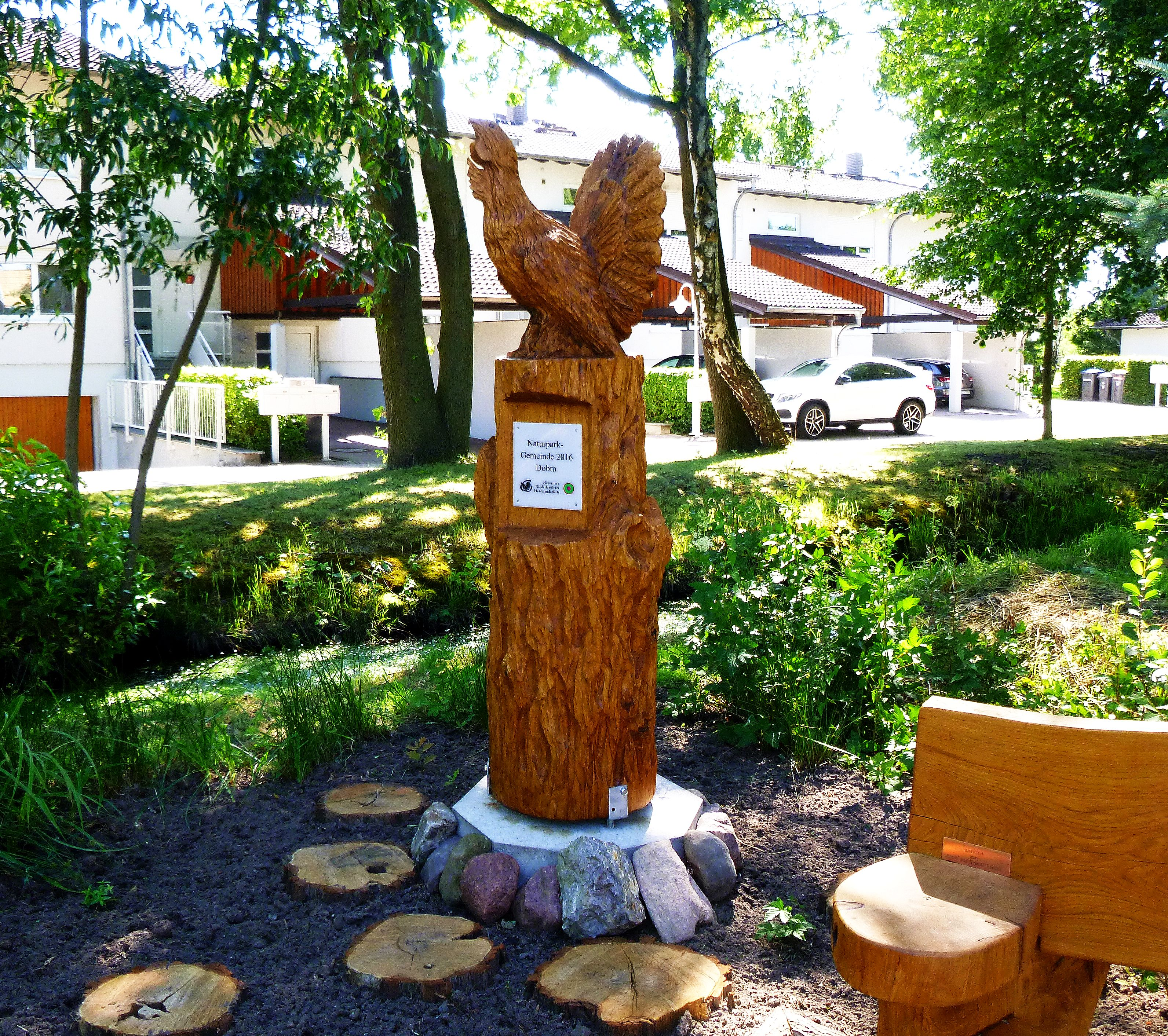
Erinnerungsstele in Dobra

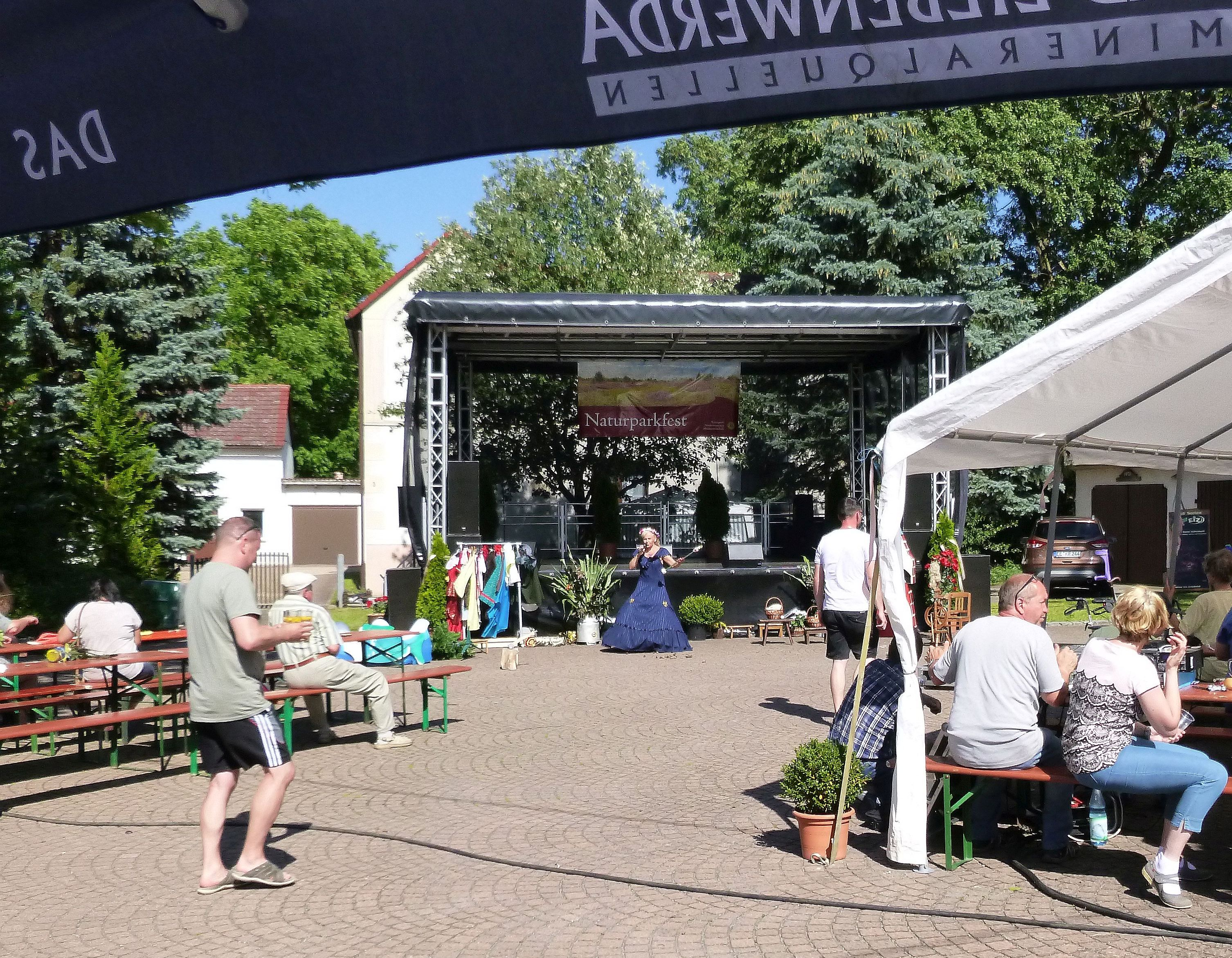
Naturparkfest in Dobra (2017)

Der Titel „Naturparkgemeinde des Jahres“ wird seit 1999 vom Naturpark Niederlausitzer Heidelandschaft ausgeschrieben. An diesem Wettbewerb können sich alle Gemeinden und Ortsteile des Siedlungsgebietes beteiligen.
Ausgewählt wird dabei nach folgenden Kriterien:
- praktische Umsetzung eines naturverträglichen Tourismus
- Erhaltung des Kultur- und Naturerbes
- planmäßige Dorferneuerung nach ökologischen Grundsätzen
- Einbindung des Ortes in das Landschaftsbild
- Unterstützung ökologischer Wirtschaftsformen und regionaler Vermarktung
- Aktivitäten der Menschen vor Ort.

Der Wettbewerbssieger wird beim Naturparkfest verkündet, welches jährlich in der Siegergemeinde des Vorjahres stattfindet. Bisherige Siegergemeinden sind Grünewalde (1999), Oppelhain (2000), Döllingen (2001), Maasdorf (2002), Theisa (2003), Werenzhain (2004), Grünewalde (2005), Lugau (2006), Maasdorf (2007), Buchhain (2008), Rückersdorf (2009), Hohenleipisch (2010), Domsdorf (2011), Grünewalde (2012), Gorden-Staupitz (2013), Prestewitz (2014), Werenzhain (2015), Dobra (2016), Sorno (2017), Kraupa (2018), Plessa (2019) und Friedersdorf (2021).